# Ornithoptera tithonus
Ornithoptera tithonus је врста лептира из породице једрилаца (лат. Papilionidae).

## Распрострањење
Индонезија је једино познато природно станиште врсте.

## Станиште
Врста Ornithoptera tithonus има станиште на копну.

## Угроженост
Подаци о распрострањености ове врсте су недовољни.